# Castrul roman Media
Castrul roman Media se găsește pe teritoriul municipiului Mediaș, județul Sibiu, Transilvania.

## Istoric
Cetatea săsească medievală a Mediașului a fost construită pe ruinele fostului castru roman Media.
În zona centrului istoric al municipiului s-au descoperit fragmente ceramice cu sigla Legiunii a XIII-a Gemina.